# Otepa Kalambay
Paul-Mohamed Otepa Kalambay (1948. november 12. – 2024. november 12.) zairei válogatott kongói labdarúgó, kapus.

## Pályafutása

### A válogatottban
1974-ben egy alkalommal szerepelt a zairei válogatottban szerepelt. Részt vett az 1974-es világbajnokságon.

## Sikerei, díjai
TP Mazembe
- Zairei bajnok (2): 1969, 1976
- CAF-bajnokok ligája (2): 1967, 1968